# Демидково (Первомайский район)
Демидково — деревня в Первомайском районе Ярославской области, входит в состав Кукобойского сельского поселения, относится к Семёновскому сельскому округу.

## География
Расположена на берегу реки Копша в 2 км на юг от села Семёновского, в 22 км на юго-запад от центра поселения села Кукобой и в 53 км на северо-запад от райцентра посёлка Пречистое. 

## История
В конце XIX — начале XX века деревня являлась центром Меленковской волости Пошехонского уезда Ярославской губернии.
С 1929 года деревня входила в состав Семёновского сельсовета Первомайского района, с 2005 года — в составе Кукобойского сельского поселения.

## Население
| 1859 | 2002 | 2007 | 2010 |
| ---- | ---- | ---- | ---- |
| 79   | ↘36  | ↘29  | ↘26  |